# Tony Hawk's American Wasteland
Tony Hawk's American Wasteland is het zevende deel uit de bekende Tony Hawk-computerspelserie.
De Nintendo DS-versie van dit spel heet Tony Hawk's American Sk8land.

## Nieuw
- BMX'ing, de mogelijkheid je skateboard om te ruilen voor een BMX en hier trucs op te doen.
- One-level, je kan van het ene level meteen doorrijden naar het volgende, zonder laadschermen ertussen.

## Platforms
| Jaar | Platform                                |
| ---- | --------------------------------------- |
| 2005 | GameCube, PlayStation 2, Xbox, Xbox 360 |
| 2006 | Windows                                 |

## Personages

### Skateboarders
- Tony Hawk
- Tony Alva
- Paul Rodriguez jr.
- Stevie Williams
- Mike Vallely
- Bob Burnquist
- Daewon Song
- Bam Margera
- Ryan Sheckler
- Rodney Mullen
- Andrew Reynolds
- Tony Trujillo
- Billie Joe Armstrong

### BMX'ers
- Rick Thorne
- Mat Hoffman

### Fictieve personages
- Jij (stem van Will Friedle)
- Mindy (stem van Cree Summer)
- Iggy
- Boone
- Murphy
- Useless Dave
- Duane
- Ian
- Mega
- Jeb
- Cholo
- Jorje
- Muton

## Tracks
- 7 Seconds - "We're Gonna Fight"
- Alkaline Trio -" Wash Away"
- An Endless Sporadic - "Sun of Pearl"
- Bad Religion - "We're Only Gonna Die"
- Black Flag - "Rise Above"
- The Bled - "House of Suffering"
- Bloc Party - "Like Eating Glass"
- Bobot Adrenaline - "Penalty Box"
- The Bravery - "Unconditional"
- Breakestra - "Champ"
- The Casualties - "Get Off My Back"
- Circle Jerks - "Wild in the Streets"
- Dead Kennedys - "California Über Alles" (Tevens intro muziek)
- Death from Above 1979 - "Little Girl"
- Del tha Funkee Homosapien Ft. Hieroglyphics) - "Burnt"
- Dirty Rotten Imbeciles - "Couch Slouch"
- The Doors - "Peace Frog"
- Dropkick Murphys - "Who Is Who"
- El-Producto - "Jukie Skate Rock"
- Emanuel - "Search and Destroy"
- The Faint - "I Disappear"
- Fall Out Boy - "Start Today"
- Fatlip - "What's Up Fatlip"
- Felix da Housecat - "Everyone is Someone in LA"
- Frank Black - "Los Angeles"
- From Autumn to Ashes - "Let's Have a War"
- The God Awfuls - "Watch it Fall"
- Good Riddance - "30 Day Wonder"
- Green Day - "Holiday"
- High on Fire - "Devilution"
- Hot Snakes - "Time to Escape"
- Lair of the Minotaur - "Warlord"
- Mastodon - "Iron Tusk"
- Mike V. and the Rats - "Vendetta"
- Molemen Ft. Aesop Rock, Slug and MF DOOM) - "Put Your Quarter Up"
- Mötley Crüe - "Live Wire"
- My Chemical Romance - "Astro Zombies"
- Nassim - "Rawhide"
- The Network - "Teenagers From Mars"
- Oingo Boingo - "Who Do You Want to Be"
- Pest - "Duke Kerb Crawler"
- Pig Destroyer - "Gravedancer"
- Prefuse 73 - "The End of Biters" (Listed as "One Word Extinguisher" in-game)
- Public Enemy Ft. Ice Cube & Big Daddy Kane) - "Burn Hollywood Burn"
- Rise Against - "Fix Me"
- The Riverboat Gamblers - "Hey! Hey! Hey!"
- Rob Sonic - "Sniper Picnic"
- Saves the Day - "Sonic Reducer"
- Scissor Sisters - "Filthy/Gorgeous"
- Senses Fail - "Institutionalized"
- Sham 69 - "Borstal Breakout"
- SNFU - "Better Homes and Gardens"
- Spirit Caravan - "Dove-Tongued Aggressor"
- Strike Anywhere - "Question the Answer"
- Taking Back Sunday - "Suburban Home/I Like Food"
- Thrice - "Image of the Invisible"
- Thrice - "Seeing Red/Screaming at a Wall"
- The Thunderlords - "I Like Dirt"
- Thursday - "Ever Fallen in Love?"
- Tommy Guerrero - "Organism"
- Ungh! - "Skate Afrikkana"
- USSR - "Live Near Death"
- Venom - "Black Metal"

## Ontvangst
| Beoordeeld door   | Platform      | Datum            | Score |
| ----------------- | ------------- | ---------------- | ----- |
| GNx Media         | GameCube      | 22 oktober 2005  | 90%   |
| Gamesmania        | GameCube      | 12 december 2005 | 87%   |
| Inside Hotwire 3D | Xbox 360      | 20 november 2005 | 85%   |
| Kombo.com         | Xbox 360      | 23 november 2005 | 85%   |
| Game Chronicles   | GameCube      | 6 november 2005  | 80%   |
| GamePro (USA)     | PlayStation 2 | 2 november 2005  | 80%   |
| Yahoo! Games      | Xbox 360      | 20 november 2005 | 80%   |
| Mygamer.com       | Xbox 360      | 30 januari 2006  | 72%   |
| GotNext           | Xbox 360      | 28 december 2005 | 70%   |
| Xbox Evolved      | Xbox 360      | 19 november 2005 | 70%   |

## Trivia
- Dit is het eerste spel waar geen eigen skater gemaakt kan worden in Story Mode. In de Classic Mode is dit wel mogelijk, daar kan het geslacht, de huidskleur, de haarkleur en de kleding van de skater van de gebruiker gewijzigd worden.